# Muhabbetiella lopezi
Muhabbetiella lopezi är en tvåvingeart som först beskrevs av Allen L.Norrbom 1994.  Muhabbetiella lopezi ingår i släktet Muhabbetiella och familjen borrflugor.
Artens utbredningsområde är Guatemala. Inga underarter finns listade i Catalogue of Life.